# Kwiecień 2024

## 24 kwietnia
- Odbyła się I tura wyborów prezydenckich w Macedonii Północnej. Do drugiej tury weszli: Gordana Siłjanowska-Dawkowa i ubiegający się o reelekcję Stewo Pendarowski[1].

## 17 kwietnia
- Odbyły się wybory parlamentarne w Chorwacji(inne języki), w których zwyciężyła Chorwacka Wspólnota Demokratyczna (HDZ) pod przewodnictwem urzędującego premiera Andreja Plenkovicia[2].

## 14 kwietnia
- Iran dokonał ataku przy użyciu dronów i rakiet na terytorium Izraela[3][4][5].
- W Warszawie przeszedł Narodowy Marsz Życia pod hasłem „Niech Żyje Polska!”, którego organizatorami były Fundacja św. Benedykta, Koalicja dla Życia i Rodziny oraz ponad 30 organizacji partnerskich[6].
- W Warszawie przeszedł XVII Katyński Marsz Cieni[7].
- Mykolas Alekna wynikiem 74,35 m ustanowił nowy rekord świata w rzucie dyskiem, tym samym pobił najdłużej istniejący rekord świata w lekkoatletyce wśród mężczyzn, który od 1986 roku należał w tej samej konkurencji do Jürgena Schulta (wynosił wtedy 74,08 m)[8][9].

## 13 kwietnia
- Inwazja Rosji na Ukrainę: Ministerstwo Obrony Rosji podało, że wieś Perwomajśke pod Donieckiem została zajęta przez wojska rosyjskie[10].

## 12 kwietnia
- Inwazja Rosji na Ukrainę: Rosja przeprowadziła ataki dronów na Ukrainę. W obwodzie chersońskim została uszkodzona infrastruktura krytyczna, a w Dnieprzańskiej Elektrowni Wodnej doszło do pożaru, w wyniku którego do Dniepru przedostało się ok. 0,5 t produktów naftowych[11][12].
- Hezbollah dokonał ataku przy użyciu dronów i rakiet na terytorium Izraela[13][14][15].
- Rosja pomyślnie wystrzeliła międzykontynentalny pocisk balistyczny (ICBM) z kompleksu startowego Kapustin Jar w obwodzie astrachańskim[16].

## 11 kwietnia
- Inwazja Rosji na Ukrainę:
  - Co najmniej cztery osoby zginęły, a pięć zostało rannych w wyniku rosyjskiego ataku rakietowego na Mikołajów[17].
  - Rosja przeprowadziła ataki rakietowe i dronów na całej Ukrainie, uszkadzając obiekty energetyczne i powodując przerwy w dostawie prądu dla ok. 200 tys. ludzi. Ukraina podała, że w wyniku nocnego ataku zniszczono Trypolską Elektrownię Cieplną w obwodzie kijowskim[18][19].
- Minister Kultury i Dziedzictwa Narodowego Bartłomiej Sienkiewicz odwołał z funkcji dyrektora Instytutu Dziedzictwa Myśli Narodowej im. Romana Dmowskiego i Ignacego Jana Paderewskiego prof. Jana Żaryna i na p.o. dyrektora powołał prof. Adama Leszczyńskiego[20]. Odwołana została również dyrektor Instytutu Solidarności i Męstwa im. Witolda Pileckiego Magdalena Gawin, którą zastąpił jako p.o. dyrektora Wojciech Kozłowski, dyrektor  Polski Instytut Sztuki Filmowej Radosław Śmigulski, którego zastąpiła jako p.o. dyrektora Kamila Dorbach oraz dyrektor Narodowego Instytutu Polskiego Dziedzictwa Kulturowego za Granicą „Polonika” Dorota Janiszewska-Jakubiak, którą zastąpiła jako p.o. dyrektora Sylwia Tryc[21].
- Archeolodzy ogłosili odkrycie nowych fresków w starożytnym rzymskim mieście Pompeje, przedstawiających postacie mitologiczne starożytnej Grecji[22].

## 10 kwietnia
- Autobus przewożący pielgrzymów Id al-Fitr rozbił się i wpadł do rowu w Beludżystanie w Pakistanie, zabijając 16 osób i raniąc 16 kolejnych[23].
- Inwazja Rosji na Ukrainę:
  - W rosyjskich nalotach w obwodzie charkowskim zginęły co najmniej trzy osoby, a cztery zostały ranne[24].
  - W wyniku rosyjskiego ataku rakietowego na Odessie cztery osoby zginęły, a siedem zostało rannych[25].
- W Korei Południowej odbyły się wybory parlamentarne. 175 miejsc w 300-osobowym jednoizbowym parlamencie – Zgromadzeniu Narodowym – zdobyła opozycyjna wobec rządu Partia Demokratyczna, która pokonała pokonując Partię Władzy Ludowej prezydenta Yoon Suk-yeola[26][27].
- W wieku 76 lat zmarł w wyniku choroby nowotworowej O.J. Simpson, amerykański futbolista, aktor filmowy i przestępca[28].

## 9 kwietnia
- Liczba ofiar śmiertelnych zatonięcia promu w Mozambiku wzrosła do ponad 100 osób, a ok. 20 osób nadal uważano się za zaginione[29].

## 8 kwietnia
- Miało miejsce całkowite zaćmienie Słońca w Ameryce Północnej po raz pierwszy od 2017 roku. Zarazem było to ostatnie całkowite zaćmienie słońca widoczne w Kontynentalnych Stanach Zjednoczonych do 2044 roku[30].

## 7 kwietnia
- W Polsce odbyła się I tura wyborów samorządowych. W wyborach do sejmików województw 34,27% głosów w całym kraju zdobył KW Prawo i Sprawiedliwość przed KKW Koalicja Obywatelska 30,39% i KKW Trzecia Droga Polska 2050 - PSL 14,25%. W I turze prezydentami miast kolejnej kadencji zostali m.in. Rafał Trzaskowski (KO, Warszawa), Hanna Zdanowska (KO, Łódź), Aleksandra Dulkiewicz (KO, Gdańsk)[31][32][33][34].

## 6 kwietnia
- W drugiej turze wyborów prezydenckich na Słowacji Peter Pellegrini, założyciel partii Głos – Socjalna Demokracja, zdobył 53,12% głosów pokonując Ivana Korčoka. Frekwencja wyniosła 61,14%[35][36].
- Siły Obronne Izraela odzyskały ciało Elada Katzira porwanego 7 października 2023 roku (Katzir posiadał polskie obywatelstwo)[37].
- W parafii ewangelicko-reformowanej w Warszawie odbyła się ordynacja dr teologii Ewy Jóźwiak na duchowną Kościoła Ewangelicko-Reformowanego w RP (była to trzecia ordynacja kobiety na duchownego w historii Kościoła Ewangelicko-Reformowanego w Polsce)[38][39][40].

## 2 kwietnia
- 29 osób zginęło, a osiem zostało rannych w pożarze w remontowanym klubie nocnym w Stambule w Turcji[41].
- Wojewoda mazowiecki Mariusz Frankowski, na wniosek Generalnego Konserwatora Zabytków Bożeny Żelazowskiej, powołał Marcina Dawidowicza na stanowisko Mazowieckiego Wojewódzkiego Konserwatora Zabytków[42].
- General Electric sfinalizował podział na trzy niezależne firmy: GE Aerospace, GE Vernova i GE HealthCare[43].

## 1 kwietnia
- Siły Obronne Izraela ostrzelały w Strefie Gazy konwój humanitarny organizacji World Central Kitchen. W wyniku ataku zmarło siedem osób[44].
- Izrael zbombardował irański budynek konsularny na terenie kompleksu ambasady w Damaszku. W ataku zginęli m.in. irańscy doradcy wojskowi, członkowie Sił Ghods (Korpusu Al-Kuds), w tym Mohammad Reza Zahedi kierujący Siłami Ghods w Syrii, Libanie i Palestynie[45][46].
- Korea Północna wystrzeliła rakietę balistyczną w stronę Morza Japońskiego w pobliżu terytorium Korei Południowej[47].